# La Pesga
La Pesga es un municipio español de la provincia de Cáceres, Extremadura, perteneciente a la comarca de Trasierra - Tierras de Granadilla.

## Historia

### Historia antigua
En distintos parajes del municipio de La Pesga, desde hace varios años, han ido aflorando distintos artefactos de muy diversas culturas, como de época achelense, calcolítica, romana, visigoda, etc. 
En 1993, el pantano de Gabriel y Galán sufrió una de las mayores sequías acuíferas, como consecuencia de ello, quedaron al descubierto una serie de tumbas de época germano-visigoda, datadas en el siglo VI. Las tumbas fueron expoliadas en un total de 50. En la mayoría de ellas conservaban algunos ajuares, principalmente vasijas y en dos de estas tumbas junto a la correspondiente vasija o cuenco, una arracada, clavos, y en dos de las sepulturas se hallaron dos hebillas de cinturón típicas de soldados así como restos de una vaina de espada.

### Historia moderna
A la caída del Antiguo Régimen la localidad se constituye en municipio constitucional en la región de Extremadura, partido judicial de Granadilla, entonces conocido como Pesga que en el censo de 1842 contaba con 70 hogares y 382 vecinos.

## Monumentos

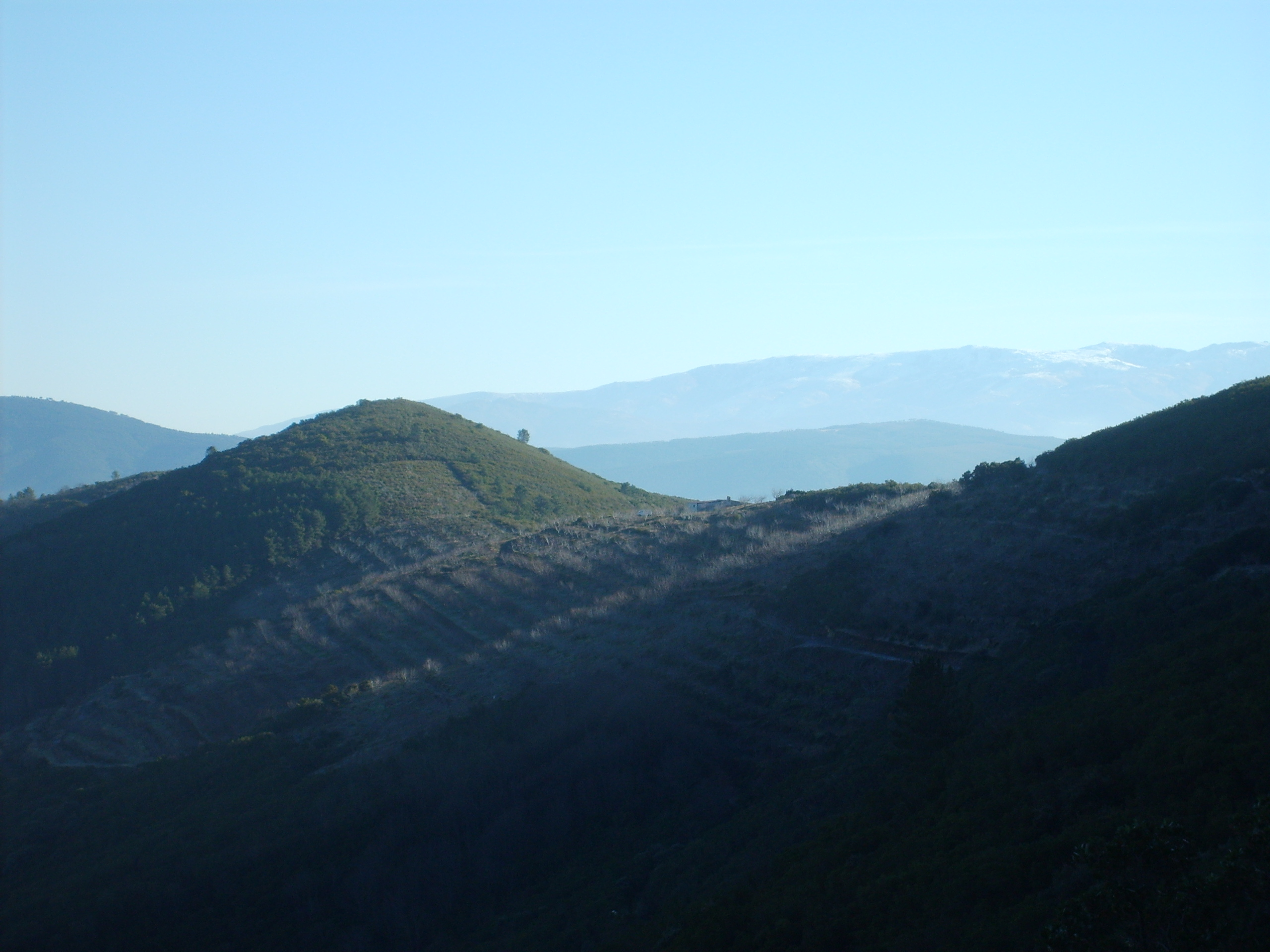
Paisaje de La Pesga.

Iglesia parroquial católica bajo la advocación de La Concepción, perteneciente a la diócesis de Coria.

## Demografía
La Pesga cuenta con una población de 955 habitantes (INE 2024).
| Gráfica de evolución demográfica de La Pesga entre 1842 y 2021                                                                                              |
| |
| Población de derecho según los censos de población del INE Población de hecho según los censos de población del INEEn este censo se denominaba Pesga: 1842. |

| 1.295 | 1.290 | 1.283 | 1.217 | 1.201 | 1.187 | 1.173 | 1.168 | 1.162 | 1.148 |